# Pakin
L'atoll de Pakin est un petit atoll situé au large de la côte nord-ouest de Pohnpei dans les États fédérés de Micronésie. Avec l'atoll voisin de And, ces îles constituent le groupe d'îles Seniavine.
Pakin a une population d'environ 90 à 100 personnes, tous membres de la communauté Mortlockese diasporique de Sokehs. La communauté est représentée par les chefs traditionnels (Sounirek Pakein) et est reconnue comme une organisation non gouvernementale sous le nom de Pakin Community Association (PCA). L'école primaire Pakin et une grande église catholique sont situées sur le plus grand îlot de Nikahlap. Les autres îlots habités de l'atoll de Pakin comprennent Painpwel, Wesetik, Mwanid et Olamwin. L'atoll est un site populaire auprès des touristes pour la plongée et le snorkeling.

## Histoire
Le premier navire espagnol San Jeronimo, commandé par l'exploratrice Isabel Barreto le 21 décembre 1595 avec Pedro Fernández de Quirós comme pilote,.